# 埃氏歐白魚
埃氏歐白魚（学名：Alburnus escherichii）為輻鰭魚綱鯉形目雅羅魚科歐白魚屬的其中一種，分布於亞洲土耳其薩卡里亞河與 Kizilirmak河流域，體長可達18.2公分，棲息在底中層水域，生活習性不明。

## 扩展阅读
維基物種上的相關：埃氏歐白魚